# Blue (álbum de Simply Red)
Blue es el sexto disco de la banda inglesa Simply Red sacado a la venta en 1998; fue uno de los más vendidos del grupo ya que la mayoría de temas tenían un estilo muy parecido a los primeros temas del grupo. De este disco salió la canción Night Nurse de Gregory Isaacs, que alcanzó el primer lugar en las listas de ese país. Además el disco incluye el tema de la banda The Hollies The air that i breathe.

## Lista de temas
- 1.Mellow My Mind - 4:00
- 2.Blue - 4:40
- 3.Say You Love Me - 3:45
- 4.To Be Free - 4:05
- 5.The Air That I Breathe - 4:26
- 6.Someday In My Life - 4:04
- 7.The Air That I Breathe
- 8.Night Nurse - 4:00
- 9.Broken Man - 3:35
- 10.Come Get Me Angel - 4:03
- 11.Ghetto Girl
- 12.Love Has Said Goodbye Again - 3:16
- 13.High Fives - 2:50

- Datos: Q2907134